# Alfred H. Colquitt
Alfred Holt Colquitt, född 20 april 1824 i Monroe i Georgia, död 26 mars 1894 i Washington, D.C., var en amerikansk demokratisk politiker och general. Han representerade delstaten Georgia i båda kamrarna av USA:s kongress, först i representanthuset 1853-1855 och sedan i senaten från 1883 fram till sin död. Han var guvernör i Georgia 1877-1882.
Fadern Walter T. Colquitt representerade Georgia i båda kamrarna av USA:s kongress och Colquitt County fick sitt namn efter fadern. 
Alfred H. Colquitt utexaminerades 1844 från College of New Jersey (numera Princeton University). Han studerade sedan juridik och inledde 1846 sin karriär som advokat i Monroe, Georgia. Han deltog i mexikanska kriget som major i USA:s armé. Han besegrade sittande kongressledamoten James Johnson i kongressvalet 1852. Han kandiderade inte till omval efter en mandatperiod i representanthuset.
Colquitt deltog i amerikanska inbördeskriget i Amerikas konfedererade staters armé. Han befordrades 1862 till brigadgeneral. Colquitts brigad deltog i slaget vid South Mountain, slaget vid Antietam, första slaget vid Fredericksburg och slaget vid Chancellorsville. Efter Chancellorsville förflyttades brigaden till North Carolina och sommaren 1863 till South Carolina. I februari 1864 skickades Colquitts brigad till Florida för att förhindra nordstaternas invasion. Manövern resulterade i den konfedererade försvarssegern i slaget vid Olustee. Vid inbördeskrigets slut kapitulerade Colquitts brigad i North Carolina.
I presidentvalet i USA 1872 avled den förlorande presidentkandidaten Horace Greeley efter valdagen men före omröstningen i elektorskollegiet. Demokraternas röster till president och vicepresident fördelades mellan olika kandidater i elektorskollegiet. Fem elektorer röstade på Colquitt i valet av vicepresident.
Colquitt besegrade republikanen Jonathan Norcross i guvernörsvalet i Georgia 1876. Han omvaldes 1880 till en kortare mandatperiod. Den kortare andra mandatperioden var en följd av en ändring i Georgias konstitution.
Colquitt efterträdde 1883 Middleton Pope Barrow som senator för Georgia. Han avled elva år senare i ämbetet.
Colquitts grav finns på Rose Hill Cemetery i Macon, Georgia.